# (7375) 1980 PZ
(7375) 1980 PZ (1980 PZ, 1980 RZ, 1992 WB6) — астероїд головного поясу.
Тіссеранів параметр щодо Юпітера — 3.453.